# Réquisition (droit français)

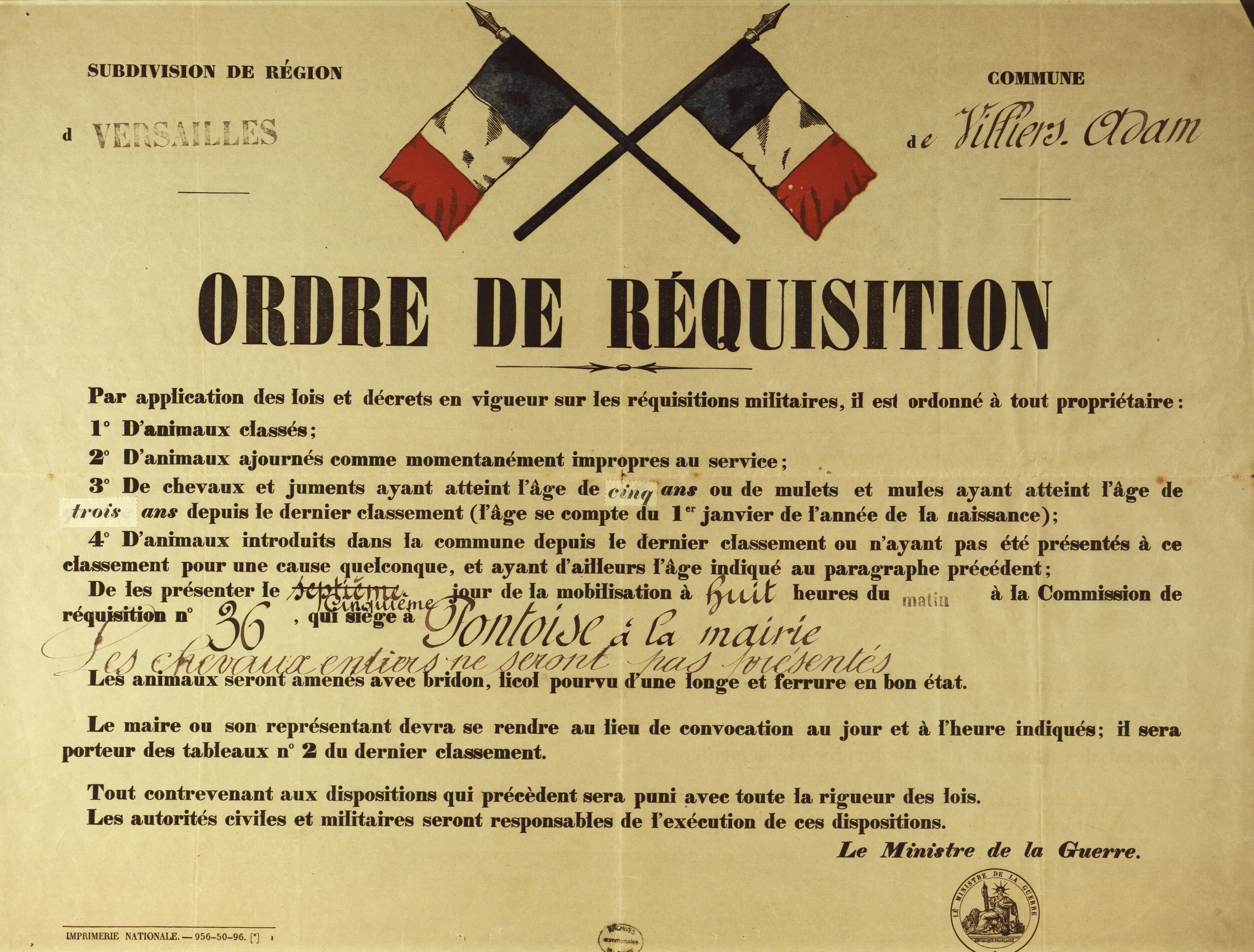
Ordre de Réquisition par le Ministre de la Guerre en 1914

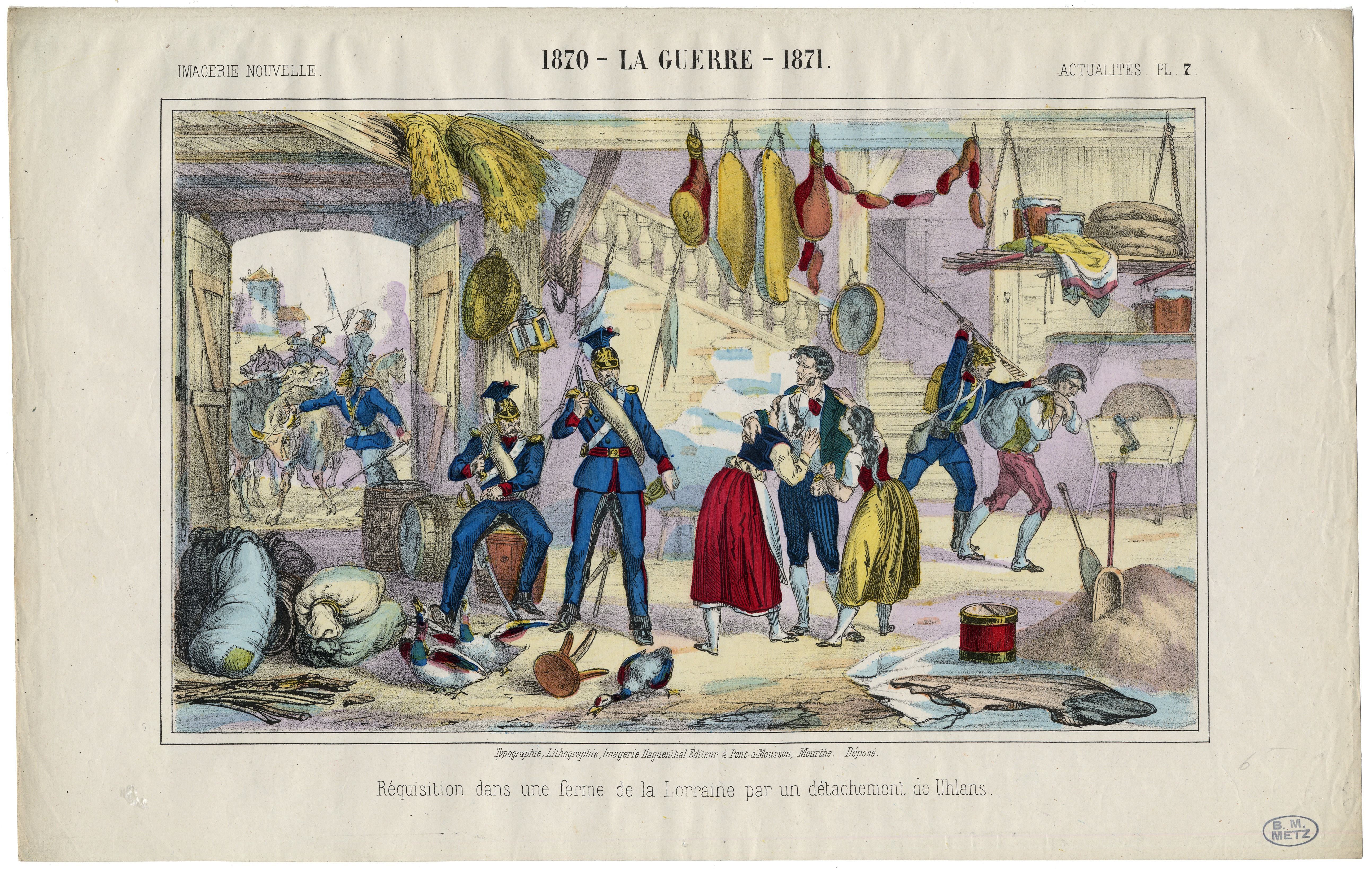
“Réquisition dans une ferme de la Lorraine par un détachement de Uhlans”;
Imagerie Nouvelle, série Actualités No. 7; Estampe en couleur (lithographie) de l'Imagerie Haguenthal (Pont-à-Mousson), 1871

En droit français, une réquisition est, principalement un « ordre que donne l’autorité publique de mettre à sa disposition des personnes ou des choses ». En procédure, une réquisition est une « demande en justice ».

## Un ordre de l'autorité publique
Une réquisition est un acte des pouvoirs publics qui exige d'une personne, d'un groupe ou d'une ou plusieurs entreprises une prestation de travail, la fourniture d'objets mobiliers, l'abandon temporaire ou définitive (expropriation) de biens immobiliers.
Cette mesure est généralement justifiée par de l'intérêt général, encadré dans une réglementation et assorti d'une indemnisation.

### Un ordre de reprendre le travail
Dans divers pays, une réquisition est aussi un ordre de reprendre le travail, donné par les autorités administratives aux travailleurs en grève lorsque l'ordre public paraît menacé.
En France, cette possibilité est encadrée par l'article L. 2215-1 alinéa 4 du Code général des collectivités territoriales.
Dans le même ordre d'idées, pour veiller à assurer l’approvisionnement en pain à Paris, un arrêté préfectoral de 1790 réglemente encore aujourd'hui les congés annuels de la profession de boulanger.

## Une demande en justice
Les réquisitions sont les conclusions présentées par le ministère public devant les juridictions judiciaires, lorsqu'une affaire lui est communiquée ou lorsqu'il estime qu'il doit faire connaître son avis.